# مدفعية نووية

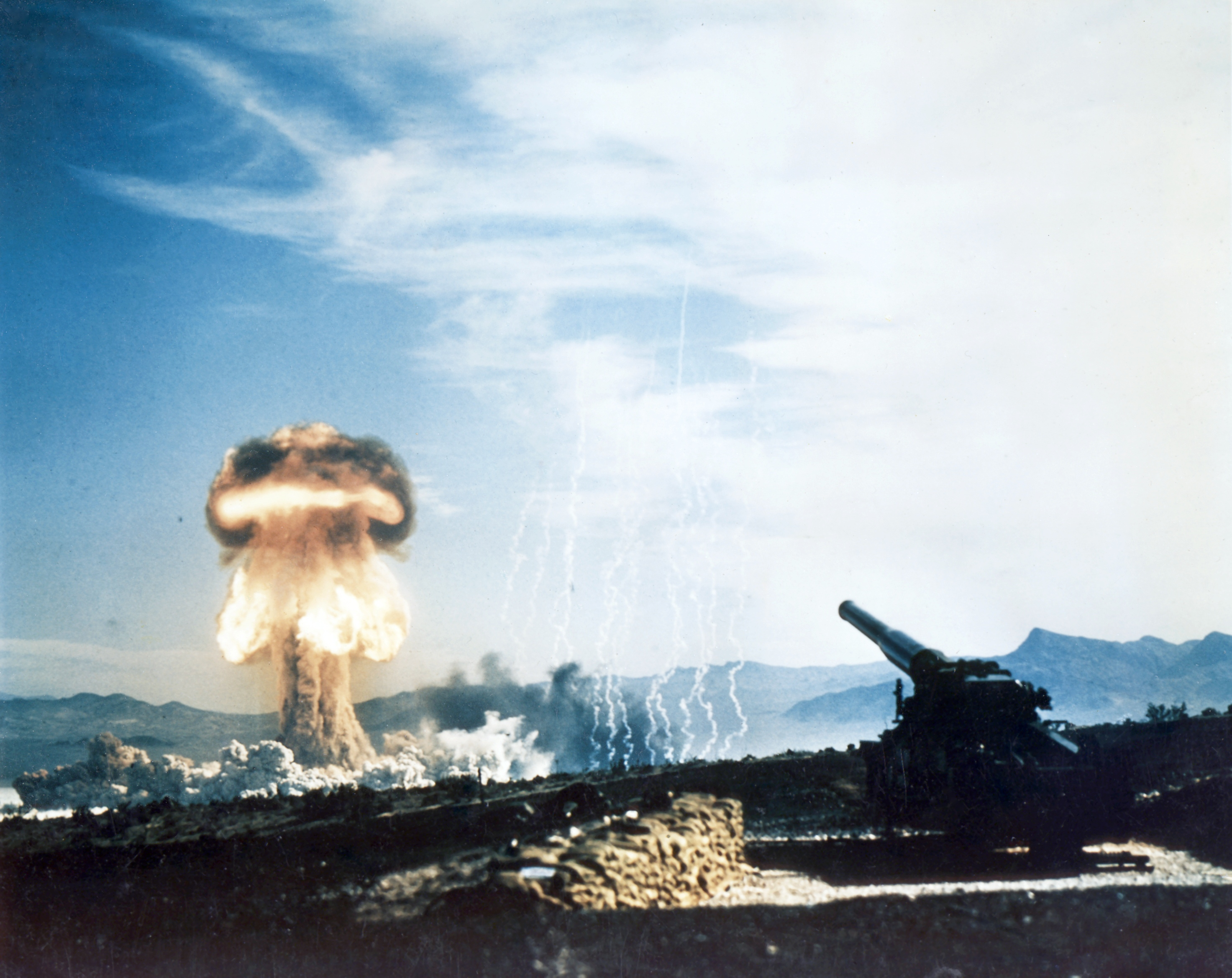
اختبار عام 1953 لقذيفة نووية في موقع اختبار نيفادا

مدفعية نووية هي مجموعة فرعية من الأسلحة النووية التكتيكية محدودة القوة، وتحديداً الأسلحة التي يتم إطلاقها من الأرض على أهداف في ساحة المعركة. عادة ما ترتبط المدفعية النووية بالقذائف التي يتم إطلاقها بواسطة مدفع، ولكن من الناحية الفنية يتم تضمين صواريخ المدفعية قصيرة المدى أو الصواريخ الباليستية التكتيكية.

## نبذة
كان تطوير المدفعية النووية جزءًا من دفعة واسعة من الدول التي تمتلك أسلحة نووية لتطوير أسلحة نووية يمكن استخدامها تكتيكيًا ضد جيوش العدو في الميدان (على عكس الاستخدامات الاستراتيجية ضد المدن والقواعد العسكرية والصناعات الثقيلة). تم تطوير المدفعية النووية ونشرها من قبل مجموعة صغيرة من الدول، بما في ذلك الولايات المتحدة والاتحاد السوفيتي وفرنسا. قامت المملكة المتحدة بتخطيط وتطوير أنظمة الأسلحة هذه جزئيًا لكنها لم تدخلها في الإنتاج.
مجموعة ثانية من الدول لديها ارتباط مشتق مع المدفعية النووية. أرسلت هذه الدول وحدات مدفعية مدربة ومجهزة لاستخدام الأسلحة النووية، لكنها لم تتحكم في الأجهزة نفسها. وبدلاً من ذلك، تم الاحتفاظ بالأجهزة من قبل وحدات الحراسة المدمجة في البلدان النامية. احتفظت وحدات الحراسة هذه بالسيطرة على الأسلحة النووية حتى إطلاق سراحها لاستخدامها في الأزمات. ضمت هذه المجموعة الثانية دول منظمة حلف شمال الأطلسي (الناتو) مثل بلجيكا وكندا وألمانيا واليونان وإيطاليا وهولندا وتركيا والمملكة المتحدة.
اليوم تم استبدال المدفعية النووية بالكامل تقريبًا بقاذفات صواريخ باليستية تكتيكية متحركة تحمل صواريخ برؤوس حربية نووية.

## روابط خارجية
- Nuclear Artillery – The 280 MM Gun at the Nevada Proving Ground 1953 على يوتيوب
- Video clip of Grable nuclear artillery experiment[وصلة مكسورة]
- Nuclear experiments (video clips)، DoE، مؤرشف من الأصل في 2008-07-21.
- Netherlands dual capable artillery, 1985